# Arroyo Hondo, Novi Meksiko
Arroyo Hondo je popisom određeno mjesto u okrugu Taosu u američkoj saveznoj državi Novom Meksiku. Prema popisu stanovništva SAD 2010. ovdje je živjelo 474 stanovnika.

## Povijest
Povijesno je poznato kao mjesto gdje su udruženi Indijanci ubili od šestero do osmero zaposlenika male tvornice Simona Turleya 20. siječnja 1847. godine. Događaj se zbio za vrijeme pobune u Taosu, narodnog ustanka Novomeksikanaca i Indijanaca protiv novog teritorijalnog režima SAD tijekom meksičko-američkog rata.

## Zemljopis
Nalazi se na 36°32′09″N 105°40′09″W / 36.53583°N 105.66917°W.

## Stanovništvo
Prema podatcima popisa 2010. ovdje je bilo 474 stanovnika, 208 kućanstava od čega 129 obiteljskih, a stanovništvo po rasi bili su 70,0% bijelci, 0,4% "crnci ili afroamerikanci", 1,9% "američki Indijanci i aljaskanski domorodci", 0,2% Azijci, 0,2% "domorodački Havajci i ostali tihooceanski otočani", 19,0% ostalih rasa, 8,2% dviju ili više rasa. Hispanoamerikanaca i Latinoamerikanaca svih rasa bilo je 66,0%.

## Poveznice
- John Dunn Bridge
- Juan Bautista Rael
- Auguste Lacome